# 16. travnja
16. travnja (16. 4.) 106. je dan godine po gregorijanskom kalendaru (107. u prijestupnoj godini).
Do kraja godine ima još 259 dana.

## Događaji
- 1552. – Pedro de Valdivia osnovao grad La Imperial.
- 1912. – Prva žena prelijeće Engleski Kanal: Harriet Quimby
- 1917. – Lenjin se vraća u Rusiju nakon 10 godišnjeg progonstva u Švicarskoj.
- 1935. – Debitirao je radijski program Fibber McGee and Molly.
- 1945. – Drugi svjetski rat: U Baltičkom moru potopljen njemački brod "Goya" (7,000 žrtava).
- 1917. – Vladimir Lenjin vratio se u Petrograd iz egzila u Finskoj.
- 1945. – Drugi svjetski rat: sovjetska Crvena armija započela odlučujući napad na njemačke snage u okolici Berlina
- 1947. – Eksplozija francuskog teretnog broda s kemikalijama razorila gradić Texas City (SAD), više od 500 poginulih.
- 1972. – "Apollo 16" s ljudskom posadom lansiran prema Mjesecu
- 1993. – vojne snage bosanskih Muslimana, "Armija BiH", izvršile pokolj nad Hrvatima u selu Trusina u općini Konjic
- 1993. – Armija BiH otpočela potpunu blokadu Hrvata Lašvanske doline koja će trajati više od osam mjeseci, sve do 20. prosinca 1993. kada će ju probiti Bijeli put za Novu Bilu i Bosnu Srebrenu
- 2007. – Školski masakr u Virdžinijskom politehničkom institutu.

| - 1812. – Juraj (Giorgio) Dobrila, istarski biskup († 1882.) - 1844. – Anatole France, francuski književnik († 1924.) - 1889. – Charles Chaplin, američki glumac, redatelj i scenarist († 1977.) - 1893. – Ante Antić, hrvatski franjevački svećenik († 1965.) - 1894. – Anatolij Rjabov, erzjanski jezikoslovac († 1938.) - 1896. – Tristan Tzara, rumunjski književnik († 1963.) - 1924. – Henry Mancini, američki skladatelj († 1994.) - 1927. – Benedikt XVI., papa († 2022.) - 1939. – Boris Dvornik, hrvatski glumac († 2008.) - 1945. – Gojko Šušak, hrvatski političar († 1998.) - 1947. – Kareem Abdul-Jabbar, američki košarkaš - 1952. – Nejc Zaplotnik, slovenski alpinist († 1983.) - 1961. – Doris Dragović, hrvatska pjevačica - 1965. – Martin Lawrence, američki glumac i komičar - 1966. – Jasna Đuričić, srpska glumica - 1971. – Igor Krasavin, bjeloruski glumac († 2009.) - 1978. – Igor Tudor, hrvatski nogometaš | - 1828. – Francisco Goya, španjolski slikar (* 1746.) - 1913. – Miroslav Kraljević, hrvatski slikar (* 1885.) - 1953. – Oskar Aleksander, hrvatski slikar (* 1876.) - 1968. – Albert Betz, njemački fizičar (* 1885.) - 1990. – Greta Garbo, švedska glumica (* 1905.) |